# Geyser de Pōhutu
Le geyser de Pōhutu est un geyser situé dans la vallée thermale de Whakarewarewa, à Rotorua dans l'Île du Nord de la Nouvelle-Zélande. Il s'agit du plus grand geyser de l'hémisphère sud et l'un des plus actifs de la région, avec jusqu'à vingt éruptions par jour, atteignant des hauteurs de 30 mètres.
Le nom Pōhutu est dérivé du māori et peut se traduire par « grande éclaboussure », « explosion » ou « éclaboussures constantes », bien que son étymologie précise soit incertaine.
L'exploitation des forages géothermiques pour le chauffage à proximité de Rotorua a eu un impact sur l'activité du geyser Pōhutu et d'autres caractéristiques géothermiques proches. Après une diminution de l'activité géothermique à Whakarewarewa, un programme mis en place à la fin des années 1980 a vu la fermeture des forages situés dans un rayon de 1,5 km autour du geyser, ce qui a conduit à une augmentation notable de son activité. Certains scientifiques s'inquiètent de cette augmentation d'activité, affirmant qu'elle pourrait épuiser le système dans le futur. Le cratère du geyser mesure 50 centimètres de diamètre.